# 奧利瓦鎮
26°1′2″S 57°51′21″W / 26.01722°S 57.85583°W
奧利瓦鎮（西班牙語：Villa Oliva），是巴拉圭的城鎮，位於該國西南部，由涅恩布庫省負責管轄，距離亞松森120公里，面積1,612平方公里，海拔高度62米，2002年人口3,254，人口密度每平方公里2.02人。